# لیسچیا
لیسچیا (به ایتالیایی: Liscia) یک کومونه در ایتالیا است که در استان کییتی واقع شده‌است.

## خصوصیات
لیسچیا ۸٫۰۲ کیلومترمربع مساحت و ۷۷۰ نفر جمعیت دارد و ۷۴۰ متر بالاتر از سطح دریا واقع شده‌است.